# 烏姆錫拉勒自治市
（羅馬化：Umm Şalāl），是的八個自治市之一，同時也是一個城市。人口60,509人，面積317.9平方公里。